# Frédéric II du Palatinat
Frédéric II, Comte Palatin du Rhin, dit Frédéric II le Sage (né à Neustadt an der Weinstraße le 9 décembre 1482, mort à Alzey le 26 février 1556), est un membre de la dynastie des Wittelsbach, électeur palatin de 1544 à 1556.

## Biographie
L'archiduchesse-infante Éléonore d'Autriche aurait aimé l'épouser mais des considérations d'ordre politique la firent reine du Portugal puis reine de France.
Il épouse en 1535 une nièce de l'archiduchesse Eléonore Dorothée de Danemark (1520 - 1580), fille du roi Christian II de Danemark et d'Isabelle d'Autriche. Ils n'ont pas d'enfants.
Lorsqu'il meurt en 1556, c'est son neveu Othon-Henri du Palatinat, duc de Palatinat-Neubourg, qui devient électeur palatin.